# ポルノグラフィティ (エクストリームのアルバム)
ポルノグラフィティ（Pornograffitti）は、アメリカ合衆国のロックバンド・エクストリームの2作目のアルバム。

## 概要
1990年7月19日にA&Mレコードより発売され、日本では同年8月8日にポニーキャニオンから発売・販売された。なお、日本ではA&Mレコードの発売・販売委託先が1993年からユニバーサルミュージックとなり、1996年11月21日にポリグラムレーベルから再発売、翌1997年7月16日にも再々発売された。
2001年11月にシンコーミュージックより、このアルバムのバンドスコアブックが販売された。
2012年4月には東京と大阪で当アルバムの完全再現ライブを行った。
作品はタイトルにもなった「ポルノグラフィティ」を含む、全13曲（1曲はボーナス・トラック）から構成される。このうち、「モア・ザン・ワーズ」は1991年に全米ナンバー1を獲得。
日本に同名のバンドが存在しており、バンド名はこのアルバムからとられた。

## 収録曲
全曲作詞・作曲: ヌーノ・ベッテンコート、ゲイリー・シェローン 
1. デカダンス・ダンス （Decadence Dance） - 6分49秒
2. リトル・ジャック・ホーニー （Li'l Jack Horny） - 4分52秒
3. ホエン・アイム・プレジデント （When I'm President） - 4分21秒
4. ゲット・ザ・ファンク・アウト （Get the Funk Out） - 4分25秒
5. モア・ザン・ワーズ （More Than Words） - 5分34秒
6. マネー（イン・ゴッド・ウィ・トラスト） （Money (In God We Trust)） - 4分11秒
7. イッツ（ア・モンスター） （It ('s a Monster)） - 4分25秒
8. ポルノグラフィティ （Pornograffitti） - 6分16秒
9. ホエン・アイ・ファースト・キスト・ユー （When I First Kissed You） - 4分01秒
10. スージー （Suzi (Wants Her All Day What?)） - 3分38秒
11. "ヒーマン" はウーマン・ヘイター （He-Man Woman Hater） - 6分21秒
12. ソング・フォー・ラヴ （Song For Love） - 5分55秒
13. ホール・ハーデッド （Hole Hearted） - 3分40秒（ボーナス・トラック）

## クレジット
プロデューサー
- マイケル・ワグナー
- ヌーノ・ベッテンコート

エクストリーム
- ゲイリー・シェローン - ボーカル、バックボーカル
- ヌーノ・ベッテンコート - ギター、キーボード、ピアノ、パーカッション、バックボーカル
- パット・バッジャー - ベース、バックボーカル
- ポール・ギアリ - ドラムス、パーカッション

サポート
- ドゥイージル・ザッパ - ギター
- ビル・ワトローズ - トロンボーン
- ディック・ハイド - トロンボーン（バスパート）
- ボブ・フィンドリー: トランペット
- チャック・フィンドリー: トランペット
- ジョエル・ペスキン: テナー・サックス
- ピート・クリストリーブ: テナー・サックス